# Gmina Brookfield (hrabstwo Clinton)

Położenie Gminy Brookfield w hrabstwie Clinton

Gmina Brookfield (ang. Brookfield Township) – gmina w USA, w stanie Iowa, w hrabstwie Clinton. Według danych z 2000 roku gmina miała 428 mieszkańców, a jej powierzchnia wynosi 94,19 km².